# Roser Clavell Soldevila
Roser Clavell Soldevila (Barcelona, 6 d'abril de 1961), va ser la primera secretària general de DIPLOCAT, des de la creació de l'entitat, el 20 de novembre de 2012, fins que va ser substituïda en el càrrec per Albert Royo Mariné el febrer de 2013. Roser Clavell havia estat prèviament secretària general del Patronat Catalunya Món des de juliol de 2008 i amb el canvi de nom i d'estatuts de l'entitat n'esdevindria la primera secretària general.
Anteriorment, entre els anys 2004 i 2007, havia estat cònsol del Regne Unit a Barcelona.
Roser Clavell Soldevila és llicenciada en Dret per la Universitat de Barcelona. Del 2004 al 2007 va ser cònsol britànica al consolat general del Regne Unit a Barcelona. A partir del 2007 seria secretària d'afers exteriors a la Generalitat de Catalunya. Després de ser cessada del càrrec de secretària general de Diplocat, Roser Clavell va esdevenir gerenta del club nàutic de Sant Feliu de Guíxols.